# 화엄오교장
《화엄오교장(華嚴五敎章)》은 화엄종의 대성자(大成者)인 당나라의 승려 현수대사 법장(賢首大師 法藏: 643~712)의 저서로서, 자세한 책명은 《화엄일승교의분제장(華嚴一乘敎義分齊章)》 또는 《화엄일승교의분제의(華嚴一乘敎義分齊義)》이다.
이 책은 화엄교학(華嚴敎學)의 개설서(槪說書)일 뿐만 아니라 화엄종(華嚴宗)의 입장에서 불교 전체를 조직 · 체계화한 불교 개론이라고 할 수 있다. 때문에, 이 책에 의해 사실상 화엄종이 대성되었다고 할 수 있다.

## 판본
법장(法藏)이 30여 세 때 지은 불교서라고 하며, 원본(原本)은 3권이었으나 송대(宋代)에 들어와서 개판(開版)된 송본(宋本) 4권이 있다.

## 내용
내용은 10장으로 나뉘며, 앞의 8장(上卷)은 교판(敎判)에 관한 것, 뒤의 2장(중 · 하권)은 교의(敎義)에 관한 것이다.
특히 4장의 5교10종(五敎十宗) 교판은 천태(天台)의 5시8교(五時八敎)의 교판과 함께 중국 불교의 독자성을 나타낸 것으로 매우 중요시되고 있다.

## 참고 문헌
- 이 문서에는 다음커뮤니케이션(현 카카오)에서 GFDL 또는 CC-SA 라이선스로 배포한 글로벌 세계대백과사전의 내용을 기초로 작성된 글이 포함되어 있습니다.